# سیاه‌مکان کوچک
سیاه‌مکان کوچک، روستایی است از توابع بخش مرکزی شهرستان دیلم استان بوشهر ایران.

## جمعیت
این روستا در دهستان لیراوی شمالی قرار دارد و بر اساس سرشماری سال ۱۳۹۵ جمعیت آن ۲۸ نفر می‌باشد.